# The Seventh Cross
The Seventh Cross (bra: A Sétima Cruz) é um filme estadunidense de 1944, do gênero drama de guerra, dirigido por Fred Zinnemann. O roteiro é baseado no romance Das siebte Kreuz, de Anna Seghers.

## Sinopse
No ano de 1936, na Alemanha nazista, sete homens conseguem escapar de um campo de concentração. Eles são capturados pela Gestapo, e o comandante do campo os enterra sob sete cruzes. Um deles consegue escapar e luta de forma desesperada para conseguir a tão desejada liberdade na Holanda. 

## Elenco
- Spencer Tracy .... George Heisler
- Signe Hasso .... Toni
- Hume Cronyn .... Paul Roeder
- Jessica Tandy .... Liesel Roeder
- Agnes Moorehead .... madame Marelli
- Herbert Rudley .... Franz Marnet
- Felix Bressart .... Poldi Schlamm
- Ray Collins .... Wallau
- Alexander Granach .... Zillich
- Katherine Locke .... sra. Sauer
- George Macready .... Bruno Sauer
- Paul Guilfoyle .... Fiedler
- Steven Geray .... dr. Loewenstein
- Kurt Katch .... Leo Hermann

## Prémios e nomeações
Oscar 1945 (EUA)
- Nomeado na na categoria de melhor actor secundário (Hume Cronyn).[4]